# Zone 7 des transports en commun d'Île-de-France

Carte du RER d'Île-de-France indiquant la division de la région en zones tarifaires avant juillet 2007. La zone 7 est la portion de disque gris la plus à l'extérieur.

La zone 7 était la septième zone, et l'avant-dernière zone, dans le système tarifaire zonal concentrique utilisé par les transports en commun d'Île-de-France jusqu'en juillet 2007.

## Historique
La zone 7 a vu le jour en 1991 lors de la généralisation de la carte Orange à l'ensemble de la région.
Elle a été intégrée à la zone 6 (en même temps que la zone 8) le 1er juillet 2007, à son tour intégrée dans la zone 5 le 1er juillet 2011.

## Gares
La zone 7 comprenait 21 gares ou haltes, certaines étaient desservies par plusieurs lignes.

### RER D
- Boigneville
- Buno - Gironville

### Transilien J
- Bréval
- Ménerville

### Transilien N
- Houdan

### Transilien P
- Chailly - Boissy-le-Châtel
- Coulommiers
- Crouy-sur-Ourcq
- La Ferté-sous-Jouarre
- Lizy-sur-Ourcq
- Mormant
- Nangis
- Nanteuil - Saâcy
- Saint-Siméon

### Transilien R
- Bourron-Marlotte - Grez
- Champagne-sur-Seine
- Montigny-sur-Loing
- Moret-Veneux-les-Sablons
- Saint-Mammès
- Thomery
- Vernou-sur-Seine